# Бряг Дейвис
Бряг Дейвис (на английски: Davis Coast) е част от крайбрежието на Западна Антарктида, в северната част на западния сектор на Земя Греъм, простиращ се между 63°50’ и 64°10’ ю.ш. и 59°45’ и 61°15’ з.д. Брегът заема участък с дължина 74 km от северната част от западното крайбрежие на Земя Греъм, покрай източните брегове на море Белингсхаузен, част от тихоокеанския сектор на Южния океан. На югазапад граничи с Брега Данко на Земя Греъм, а на изток с полуостров Тринити. Крайбрежието му е силно разчленено от множество малки заливи, полуострови и крайбрежни острови, най-голям от които е остров Тринити, отделен от континента чрез протока Орлеан.
Повсеместно е покрит с дебела ледена броня, над която стърчат отделни оголени върхове и нунатаки, от които към заливите се спускат малки и къси планински ледници.
Тази част от крайбрежието на Земя Греъм е наименувана от Консултативния комитет по антарктическите названия на САЩ Бряг Дейвис в чест на американския ловец на тюлени Джон Дейвис (1784 – 1860), който на 7 февруари 1821 г. първи стъпва на брега на Антарктида. В някои географски карти (руски, френски, испански и др.) Брега Дейвис е отразен като Бряг Палмер, а северния бряг на разположения източно от него полуостров Тринити, като Бряг Луи Филип.